# Dezastru natural
.

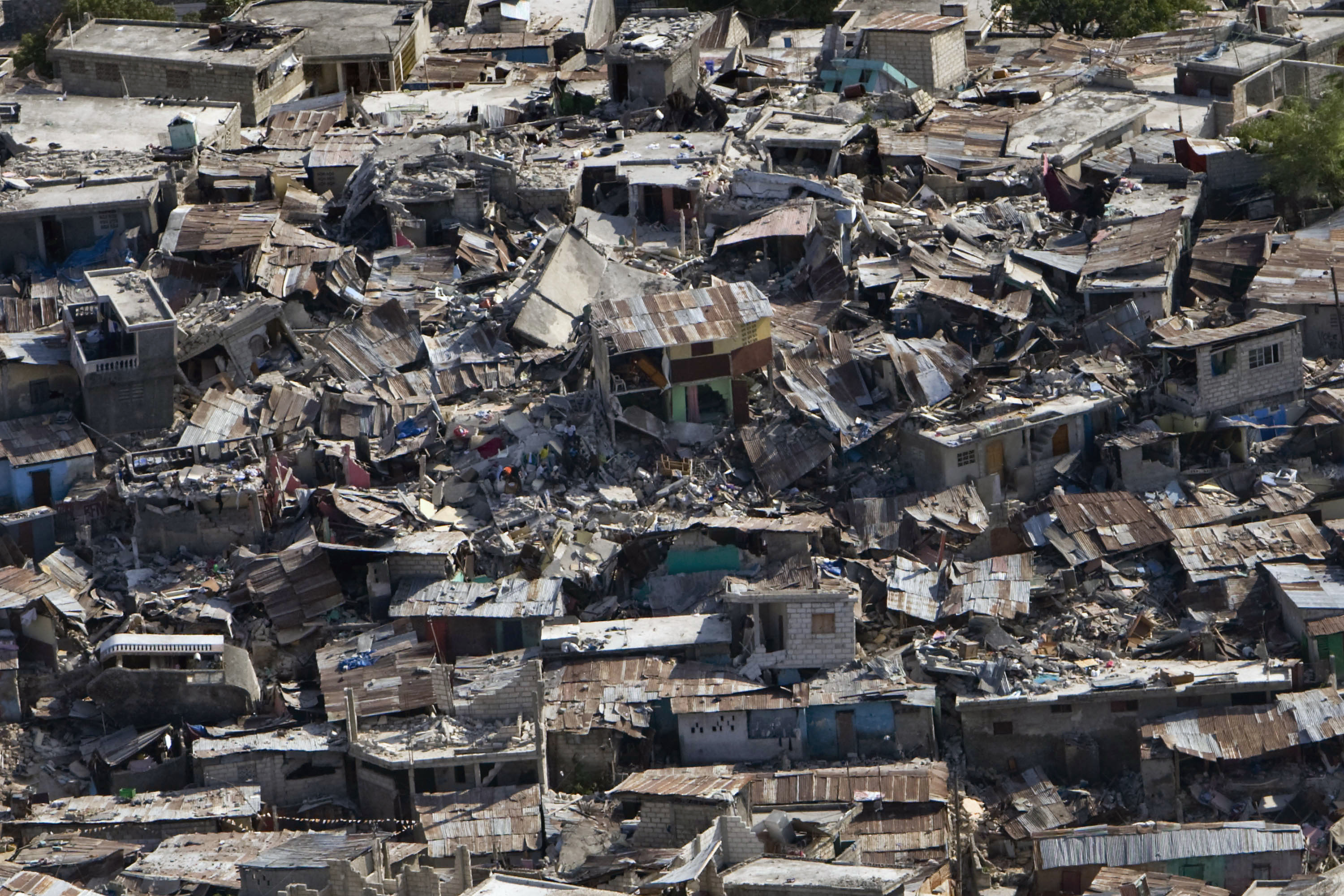
Cutremurul din Haiti din anul 2010 care a cauzat pagube locuitorilor

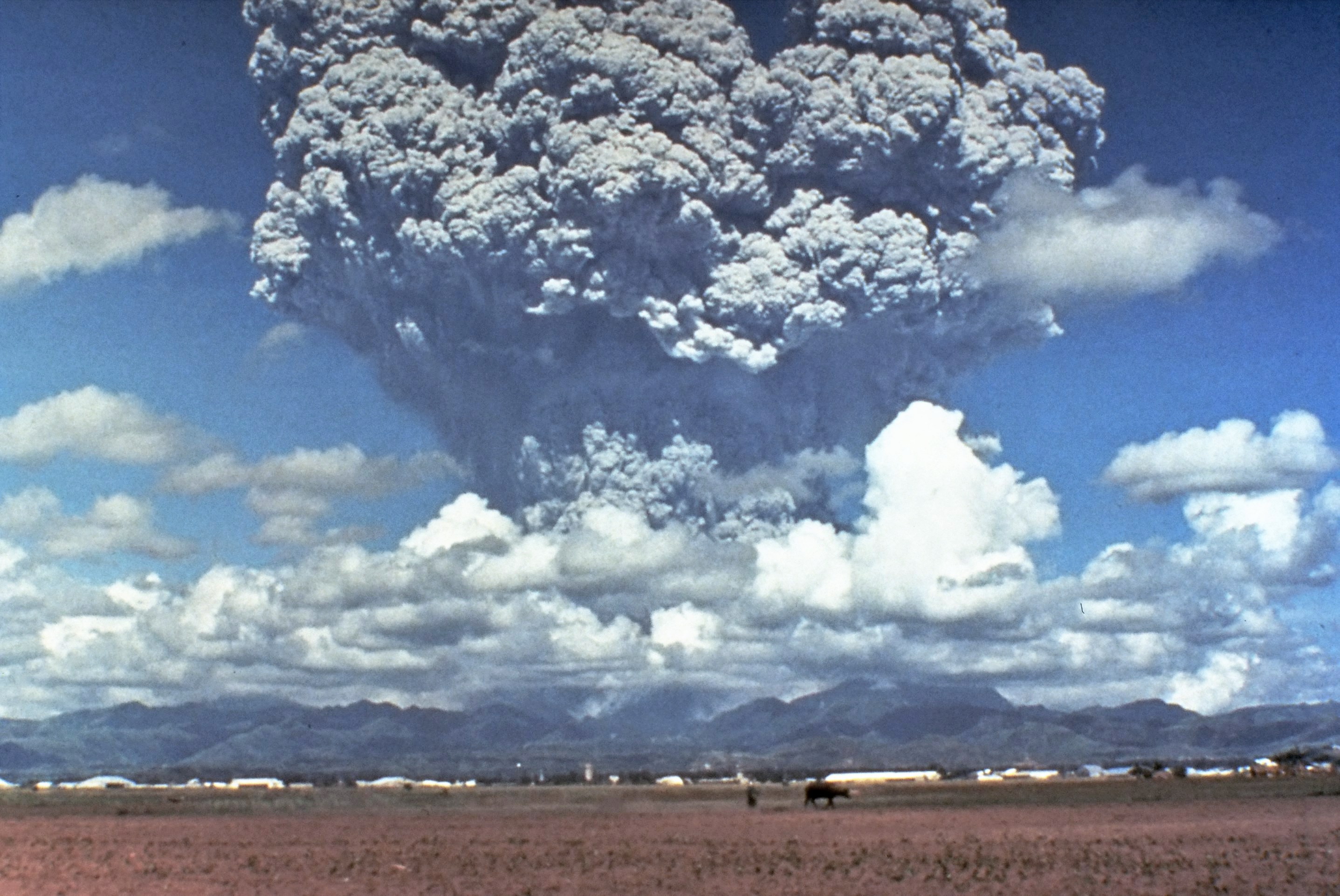
Erupția vulcanului Mount Pinatubo, 1991

Un dezastru natural este un proces sau fenomen natural care poate provoca pierderi de vieți omenești, vătămări sau alte efecte asupra sănătății, daune materiale, pierderea mijloacelor de trai și a serviciilor, perturbări sociale și economice sau daune mediului. Diverse fenomene, cum ar fi cutremure, alunecări de teren, erupții vulcanice, inundații, uragane, tornade, viscol, tsunami, cicloni, incendii și pandemii sunt toate pericole naturale care ucid mii de oameni, proprietățile acestora și care presupun miliarde de lei pentru refacerea acestora în fiecare an.
Dezastrele naturale sunt schimbări cauzate de natură a suprafeței pământului, a atmosferei, care influențează la rândul lor biosfera (viețuitoarele din regiune). În anul 2011, pagubele materiale produse de catastrofele naturale s-au ridicat la 380 de miliarde de dolari, comparativ cu 75 de miliarde de dolari, media anuală întâlnită până atunci.
Pentru analizarea dezastrelor naturale trebuie luate în vedere anumite componente cauzale ca:
- Creșterea exponențială a numărului populației globului terestru
- Ridicarea nivelului de trai a populației cu acumulare de valori, ce duce la pierderi economice mai mari în cazul catastrofelor
- Concentrația mare a populației în anumite regiuni (Tokio 30 milioane loc.) ridică de asemenea gradul pierderilor umane
- Industrializarea zonei de coastă, sau turismul în regiunile expuse catastrofelor (Florida)
- Prin anumite construcții, ca diguri limitând zona inundabilă pe cursul unui râu
- Schimbarea climatică la care după anumite studii ar contribui și lipsa suficientă de protecție a mediului înconjurător (ecologie).

## Exemple dedezastrenaturale
- Cicloanele în regiunile unde bântuie musonul uraganul, taifunul pot produce dezastre naturale
- Cutremurele de pământ pot produce de asemenea pierderi mari materiale și de vieți omenești
- Vulcanismul cu toate formele sale este un factor determinant al catastrofelor
- Seceta sau inundațiile care se repetă aproape periodic în anumite regiuni ale globului.

## Urmări aledezastrelornaturale
- Dispariția dinozaurilor
- Dispariția unor civilizații istorice
- În prezent dezastrele naturale ca tsunami, cutremurele, inundațiile și erupțiile vulcanice, seceta cauzează pe lângă pierderile umane și ajungerea unor populații la limita sărăciei.

## Listă cu dezastre(catastrofe) istorice
| Data                           | Dezastru | Urmări                                                                                                 |
| ------------------------------ | --- | --- |
| sec. XXII î.Hr.                | Secetă crâncenă se presupune că a fost peste tot și a durat un secol | Destrămarea Vechiul Regat Egiptean și Regatului Akkadian în Mesopotamia.                               |
| sec. XVII î.Hr./sec. XVI î.Hr. | Erupția puternică a unui vulcan pe insula Thera (Santorini), Grecia, se presupune dispariția culturii Minos                                                             | |
| 464 î.Hr.                      | Cutremur puternic Messenia. | Sparta va fi distrusă, cca. 20.000 de morți                                                            |
| 425 î.Hr.                      | Printr-un cutremur lângă Grecia Eubeea va deveni insulă | |
| 373 î.Hr.                      | Cutremur în Golful Corint. Orașul de pe coastă Helike va fi distrus de invazia mării                                                                                    | |
| 17                             | Ephesus, Asia Mică, va fi distrus de un cutremur. | |
| 24 august 79                   | Erupția Vezuviului | Distrugerea orașelor Pompei și Herculaneum, 2.000 de morți                                             |
| 20 mai 526                     | Cutremur în Syrien (Siria de azi) | Distrugerea orașului Antiohia, azi Antakya (Turcia de sud), 250.000 morți                              |
| 17 februarie 1164              | Inundație la Marea Nordului (Julianenflut) | Începutul formării golfului Jade Jadebusens, cca. 20.000 de morți                                      |
| 16 ianuarie 1219               | Inundația Marcel-I. Inundație la Marea Nordului | cca 36.000 de morți                                                                                    |
| 15 ianuarie 1362               | Inundația Marcel-II ("Grote Mandränke"). Dispariția localității Rungholt împreună cu alte 7 așezări ca Kirchspielen, Edomsharde (Uthlande). Formarea primului Halligen. | cca. 7.600 de morți. (în total pe tot țărmul după cronicari 100.000 de morți.)                         |
| 1556                           | Cutremurul din Shaanxi distruge regiuni întinse din China | cca. 830.000 de morți                                                                                  |
| 1693                           | Un cutremur pe insula Sicilia, Italia | cca. 60.000 de morți                                                                                   |
| 31 decembrie 1703              | Cutremur lângă Tokio | Va fi distrus Odawara, Tokio și alte orașe, cca. 150.000 de morți                                      |
| 1 noiembrie 1755               | Cutremur lângă Lisabona | Va fi distrusă Lisabona, cu 60.000 de morți                                                            |
| 10 aprilie 1815                | Erupția lui Tambora de pe insula Java Indonezia | peste 100.000 de morți, va fi anul fără vară, a cauzat lipsa recoltei și foamete                       |
| 27 august 1883                 | Erupția lui Krakatau | a fost inundată 2/3 din insulă, 20.000 de morți                                                        |
| 1887                           | Inundația cauzată de fluviul Hwango | cca. 900.000 de morți                                                                                  |
| 1896                           | Cutremur marin cu tsunami la coasta Saraiko, Japonia | au fost distruse satele de pescari, mulți morți                                                        |
| 8 septembrie 1900              | Uraganul Galveston distruge orașul Galveston Texas. | cca. 8.000 de morți                                                                                    |
| 8 mai 1902                     | Erupția lui Mont Pelée | cca. 28.000 de morți                                                                                   |
| 16 decembrie 1902              | Cutremur de gradul 6,4 în Turkistan | cca. 4.500 de morți                                                                                    |
| 18 aprilie 1906                | Cutremur în San Francisco | cca. 700 de morți, 250.000 rămași fără adăpost.                                                        |
| 28 decembrie 1908              | Cutremur în Messina până în Calabria, Italia | cca. 83.000 de morți                                                                                   |
| 16 decembrie 1920              | Cutremur de gradul 8,6 din provincia Gansu în China | cca. 200.000 de morți                                                                                  |
| 1 septembrie 1923              | Cutremurul Kanto, care distruge Tokyo și Yokohama, cel mai mult e afectată regiunea Kantō , Epicentrul fiind în golful Sagami.                                          | Distruge Tokio și Yokohama, 143.000 - 150.000 de morți                                                 |
| august 1931                    | Inundația lui Jangtse în China | circa 1,4 milioane de morți                                                                            |
| 5 octombrie 1948               | Cutremur de gradul 7,3 în Aschgabat, Turkmenistan | 110.000 de morți                                                                                       |
| 7 septembrie 1955              | Inundații în India | cca. 45 milioane rămași fără adăpost                                                                   |
| 29 februarie 1960              | Cutremur de gradul 5,7 coasta marocană (Marokko) | cca. 12.000 de morți                                                                                   |
| 16 februarie 1962              | Inundație în Hamburg | cca. 300 de morți                                                                                      |
| Din 1965 până în 1967          | O perioadă de trei ani de secetă în India | mor 1,5 milioane de oameni                                                                             |
| 15 august 1968                 | Cutremur pe insula Celebes | cca. 68.200 de morți                                                                                   |
| noiembrie 1970                 | Furtuni puternice (Cicloane) și inundații în Bengal | cca. 300.000 de morți                                                                                  |
| august 1975                    | Incendiu în Lüneburger Heide | cel mai mare foc de pădure din Germania                                                                |
| 4 februarie 1976               | Cutremur de gradul 7,5 în Guatemala | 22.770 de morți                                                                                        |
| 27 iunie - 28 iulie 1976       | Cutremur de gradul 7,8 în Tangshan, 150 km sud de Peking, China | cca. 650.000 - 800.000 de morți, oficial: 242.000 de morți                                             |
| 16 septembrie 1978             | Cutremur de gradul 7,7 în Iran | 25.000 de morți                                                                                        |
| decembrie 1978                 | Catastrofă prin căderi masive de zăpadă in Germania de nord | Mii de oameni erau înzăpeziți zile întregi fără a putea face cumpărături, fără curent și telefon       |
| noiembrie 1980                 | Cutremur de gradul 7,2 in sudul Italiei | cca. 3100 de morți                                                                                     |
| 19 septembrie 1985             | Cutremur de gradul 8,1 in orașul Mexic | cca. 6.000 de morți (cifre oficiale)                                                                   |
| 7 decembrie 1988               | Cutremur de gradul 7,0 în norvestul Armeniei | cca. 25.000 de morți                                                                                   |
| 20 iunie 1990                  | Cutremur de gradul 7,7 în Iran | 40.000 - 50.000 de morți                                                                               |
| aprilie 1991                   | Ciclon în Bangladesh | cca. 139.000 de morți                                                                                  |
| 2 septembrie 1992              | Cutremur de gradul 7 la 120 Km de coasta din Pacific, Nicaragua | cca. 180 de morți                                                                                      |
| 30 septembrie 1993             | Cutremur de gradul 6,2 în sud-vestul Indiei | cca 30.000 de morți                                                                                    |
| 16 ianuarie 1995               | Cutremur în Kōbe, Japonia | peste 6.000 de morți, peste 400.000 de răniți, Pagube materiale record de peste 100 miliarde de dolari |
| iulie/august 2003              | Canicule mari/Incendii în Europa | cca. 20.000 de morți                                                                                   |
| 17 august 1999                 | Cutremur de gradul 7,4 în Turcia lângă Izmit | 17.840 morți                                                                                           |
| 26 ianuarie 2001               | Cutremur de gradul 7,9 în Gujarat, India | oficial: 17.110, de morți, cca: peste 50.000 de morți                                                  |
| 26 decembrie 2003              | Cutremur de gradul 6,6 în Bam, Iran | cca 43.000 de morți                                                                                    |
| 26 decembrie 2004              | Cutremur marin de gradul 9,0 (9,3) cu rezultate catastrofale Tsunami resimțit până în Africa de nord                                                                    | cca peste 232.000 de morți                                                                             |
| 28 august 2005                 | Uraganul Katrina va pustii coastele Golfului Mexicului. Se rupe digul orașului New Orleans va fi inundat cca. 80 % din oraș.                                            | cca peste 1.800 de morți                                                                               |
| 8 octombrie 2005               | Cutremur în India și Pakistan. | cca peste 86.000 de morți                                                                              |
| 27 mai 2006                    | Cutremur lângă coastele insulei Java Indonezia. | cca peste 696.969 de morți                                                                             |
| 1 decembrie–5 decembrie 2006   | Taifun/alunecări de pământ pe insulele Filipine în Asia. | cca peste 6.969 de morți peste 200 răniți                                                              |